# Xã Tisdale, Quận Cowley, Kansas
Xã Tisdale (tiếng Anh: Tisdale Township) là một xã thuộc quận Cowley, tiểu bang Kansas, Hoa Kỳ. Năm 2010, dân số của xã này là 325 người.